# Huib Drion
Huibert (Huib) Drion ('s-Gravenhage, 25 april 1917 – Leiden, 20 april 2004) was een Nederlands rechtsgeleerde, hoogleraar, essayist en raadsheer.

## Biografie
Drion werd geboren in een gezin van zes kinderen; zijn vader Frans Drion was Kamerlid voor de Liberale Staatspartij. In de Tweede Wereldoorlog gaf hij met zijn broer Jan het verzetsblad De Geus (onder studenten) uit. Dit blad had aan het eind van de oorlog een oplage van 5000 exemplaren en werd grotendeels door de twee broers zelf volgeschreven.
Hij studeerde aan de Rijksuniversiteit Leiden en voltooide zijn opleiding in 1945. Daarna wilde hij aan de Harvard-universiteit een proefschrift schrijven over de onrechtmatige daad in het internationaal privaatrecht. Hier zag hij uiteindelijk vanaf omdat bleek dat Cornelis Dubbink al op dit onderwerp gepromoveerd was. Wel publiceerde hij in 1949 over dit onderwerp in Themis. Hij gaf met dit artikel felle kritiek op het lex loci delicti-principe. Na zijn terugkeer in Nederland ging hij aan de slag als bedrijfsjurist bij de KLM. Het Institute of International Air Law bood hem in 1953 een beurs aan waardoor hij aan de McGill-universiteit kon studeren. In zijn tijd daar werkte hij aan een nieuw proefschrift getiteld  Limitation of Liabilities in International Air Law. In 1954 promoveerde hij erop bij Daniël Goedhuis. Het jaar erop werd hij benoemd tot hoogleraar Burgerlijk recht aan de Nederlandsche Economische Hoogeschool te Rotterdam (thans: Erasmus Universiteit).
In 1958 maakte hij de overstap naar de Rijksuniversiteit Leiden waar hij een positie als hoogleraar burgerlijk recht kreeg toebedeeld; na het vertrek van R.P. Cleveringa naar de Raad van State had Adolf van Oven diens leeropdracht in het handelsrecht overgenomen. Hij aanvaardde dit ambt met de rede Aansprakelijkheid voor andermans fouten in verband met de inhoud der verplichtingen. In 1969 legde hij zijn hoogleraarschap neer om lid te worden van de burgerlijke kamer van de Hoge Raad, waarvan hij van 1981 tot 1984 vice-president was. Hij ging in 1984 met pensioen.
In 1986 hield Drion in zijn woonplaats Leiden de Huizinga-lezing onder de titel 'Eliteproblemen'. Hij veroorzaakte in 1991 een maatschappelijke discussie door te pleiten voor het beschikbaar stellen van een middel, waarmee ouderen op een humane manier een eind zouden moeten kunnen maken aan hun leven. Dit middel voor zelfdoding - volgens hem een recht van de mens - staat bekend als de "Pil van Drion", hoewel hij zelf nooit van een "pil" heeft gesproken.

## Publicaties
- Limitation of liabilities in international air law. Dissertatie Rijksuniversiteit Leiden, 1954.
- Het conservatieve hart en andere essays. Van Oorschot, Amsterdam, 1966.
- Denken zonder diploma. Van Oorschot, Amsterdam, 1986, tweede druk 1992. ISBN 9789028206540
- Het zelfgewilde einde van oude mensen. NRC Handelsblad, 19 oktober 1991.
- Het zelfgewilde einde van oude mensen, met reacties van Ch.J. Enschedé, A.J.F.M. Kerkhof, Anton van Hooff, H.M. Kuitert en anderen. Balans, Amsterdam 1992. ISBN 9050181708
- Van, over en met Huib Drion (1917-2004) (red. Auke Bloembergen). Boom, Den Haag, 2005. ISBN 9054546247